# سمیره شهبندر
سمیره شهبندر همسر دوم صدام حسین رئیس جمهور سابق عراق و مادر علی پسر سوم اوست. او برخلاف دیگر اعضای خانواده صدام و به دلیل نگرانی های امنیتی هیچ‌گاه زنده بودن فرزندش و حتی وجود فرزندش را تأیید نکرده است. سمیره از طریق کامل هنا جیجو دوست و آشپز صدام، به او معرفی شد و در ابتدا به صورت پنهانی با صدام ازدواج کرد. موضوع ازدواج صدام و سمیره که توسط عدنان خیرالله فاش شد، موجبات خشم ساجده طلفاح همسر اول صدام و عدی صدام حسین را فراهم آورد. در اکتبر ۱۹۸۸ و در مهمانی که به افتخار سوزان مبارک همسر حسنی مبارک رئیس جمهوری وقت مصر، در بغداد برگزار شد، عدی، کامل هنا جیجو را به ضرب گلوله به قتل رساند. صدام تصمیم گرفت پسرش را به جرم قتل محاکمه کند ولی با وساطت ساجده طلفاح و خانواده جیجو، صدام از محاکمه پسرش منصرف و به طور موقت او را به سوئیس تبعید کرد.
پس از اشغال عراق توسط آمریکا، سمیره به همراه پسرش به سوریه و از آنجا به لبنان سفر کرد و تا کنون در بیروت زندگی می‌کند.